# Spektakelschermen
Spektakelschermen is een vorm van schermen die zich, zoals het woord zegt, toelegt op het spektakelgehalte van de uitgevoerde schermacties. In tegenstelling tot het sportschermen (ook wel olympisch schermen genoemd) en 
 Historisch schermen gaat het om een choreografie eerder dan om een gevecht op treffers. Men schermt dan ook met een "partner" eerder dan met een "tegenstander". Goed-geoefende partners kunnen opgaan in een geïmproviseerd vrij spel .
Het heeft grote gelijkenis met toneelschermen en beide termen worden dan ook vaak door elkaar gebruikt.

## De wapens

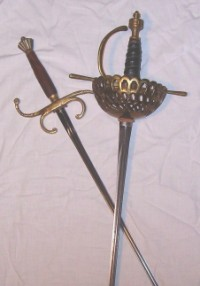
rapier en main gauche, zoals gebruikt bij spektakelschermen

De wapens die doorgaans gebruikt worden zijn vaak imitaties van historische wapens, met het onderscheid dat deze gemonteerd zijn met een moderne degen- of sabelkling. Dit komt de snelheid en dus het spektakelgehalte ten goede en zorgt toch nog voor de nodige veiligheid. Door de opkomende populariteit van het spektakelschermen bieden verscheidene fabrikanten nu ook klingen aan speciaal geëigend voor dit soort van schermen. Een ander vaak gebruikt alternatief is de kling van een mensur sabel of schläger. Deze geven een goede indruk weer van een historisch wapen en zijn toch werkbaar.
Klingen van toneelwapens zijn vaak onbruikbaar voor spektakelschermen.
Dit alles maakt dat spektakelschermen zeker niet mag vergeleken worden met historisch schermen.
Wapens zoals rapier en main gauche krijgen doorgaans de voorkeur daar zij, door het gebruik van de beide handen, een enorme veelzijdigheid aan acties toelaten. Het soort wapen is vaak aangepast aan de plaats van optreden, zoals middeleeuwse- of renaissancemarkten, of het thema dat men kiest, bv. Starwars.
Maar er kan net zo goed een spektakel opgevoerd worden met andere attributen, van stokken, regenschermen tot allerhande keukengerei.

## De kledij
Bij het aanleren en/of oefenen van spektakelschermen is kledij van geen belang. Losse of goedzittende sportkledij is aangeraden. Een goed paar lederhandschoenen is wenselijk. Schoeisel afhankelijk van het terrein.
Bij de opvoering van een spektakel wordt de kledij aangepast aan het thema.
Geen enkele vorm van bescherming wordt gebruikt, tenzij dit bij het thema past, bv. ridders.

## De techniek
De techniek die men hanteert is vooral herkenbaar aan de grote bewegingen. Er wordt vaak van tempo gewisseld. De nadruk ligt dan ook op de indruk geven van kracht, eerder dan snelheid. Te snelle acties zijn niet goed zichtbaar voor het publiek, dat van op een veilige afstand toekijkt. Snelle acties worden hier en daar ingebouwd als climax.
De techniek is een combinatie van historisch schermen en sportschermen. De slag primeert boven de steek. Het bewegen in de ruimte is zeker zo belangrijk als de actie met het wapen.
Voor de ludieke noot kunnen slapstickelementen worden ingebouwd, alles afhankelijk van de ernst die men wil weergeven. Voor het opvoeren van een historisch epos zal men  eerder neigen naar een zo historisch mogelijke vorm eerder dan het publiek aan het lachen te brengen.
Onnodig te vermelden dat daadwerkelijk wapen-/lichamelijk contact niet van toepassing is.
De hiervoor nodige techniek wordt aangeleerd door een schermmeester gespecialiseerd in dit soort van schermen. "Dont try this at home " is de boodschap. Nogmaals er wordt zonder enige vorm van bescherming gewerkt.

## Wie
Diverse schermkringen maken gebruik van spektakelschermen, ernstig of ludiek, als promotie voor hun sport en/of club. Vaak is het de wakkerwordende Zorro of musketier die de sportschermer aanzet zich over te geven aan het spektakelschermen. Maar zeker ook leken, zonder enige schermervaring, kunnen het spektakelschermen aanleren, zowel dames als heren.
Workshops worden aangeboden zowel door schermverenigingen als nationale federaties. De minimumleeftijd voor deelname ligt normaal op 18 jaar.

## Wedstrijden
In diverse landen worden wedstrijden georganiseerd. Daar het om partners of groepen gaat die een choreografie opvoeren, zal de winnaar diegene zijn, paar of groep, met de beste beoordeling. Er is dus geen strijd tussen 2 schermers.
Er wordt geoordeeld over stijl, techniek, originaliteit, kledij, samenspel enz. Vergelijkbaar met elke vorm van choreografische opvoering zoals bv. ijsdansen. Regels kunnen verschillen daar er geen overkoepelend orgaan bestaat, hoewel er wel nationale verenigingen zijn die dit trachten te doen.